# Fusilaria
Fusilaria is een geslacht van weekdieren uit de klasse van de Gastropoda (slakken).

## Soort
- Fusilaria garciai Snyder, 2013